# 検察審査会法
検察審査会法（けんさつしんさかいほう、昭和23年7月12日法律第147号）は、検察審査会に関する日本の法律である。
1948年（昭和23年）7月12日に公布された。

## 構成
- 第1章 総則（第1条―第4条）
- 第2章 検察審査員及び検察審査会の構成（第5条―第18条の2）
- 第3章 検察審査会事務局及び検察審査会事務官（第19条・第20条）
- 第4章 検察審査会議（第21条―第29条）
- 第5章 審査申立て（第30条―第32条）
- 第6章 審査手続（第33条―第41条の8）
- 第7章 起訴議決に基づく公訴の提起等（第41条の9―第41条の12）
- 第8章 建議及び勧告（第42条）
- 第9章 検察審査員及び補充員の保護のための措置（第42条の2）
- 第10章 罰則（第43条―第45条）
- 第11章 補則（第45条の2―第48条）
- 附則